# Zwierzeńskie Pole
Zwierzeńskie Pole – wieś w Polsce położona w województwie warmińsko-mazurskim, w powiecie elbląskim, w gminie Markusy, na obszarze Żuław Elbląskich i nad rzeką Tyną.
W latach 1975–1998 miejscowość administracyjnie należała do województwa elbląskiego.